# Франкі Мусонда
Франкі Мусонда (англ. Frankie Musonda, нар. 12 грудня 1997, Бедфорд) — замбійський футболіст, захисник шотландського клубу «Ейр Юнайтед».
Виступав, зокрема, за клуб «Лутон Таун», а також національну збірну Замбії.

## Клубна кар'єра
Народився 12 грудня 1997 року в місті Бедфорд. Вихованець футбольної школи клубу «Лутон Таун». Дорослу футбольну кар'єру розпочав 2015 року в основній команді того ж клубу, в якій провів два сезони, взявши участь у 3 матчах чемпіонату. 
Згодом з 2017 по 2022 рік грав у складі команд «Брейнтрі Таун», «Лутон Таун», «Оксфорд Сіті», «Гемел-Гемпстед Таун», «Сент-Олбанс Сіті», «Сент-Олбанс Сіті» та «Рейт Роверс».
До складу клубу «Ейр Юнайтед» приєднався 2022 року. Станом на 19 січня 2024 року відіграв за команду з Ейра 33 матчі в національному чемпіонаті.

## Виступи за збірну
У 2022 році дебютував в офіційних матчах у складі національної збірної Замбії.
| Дата      | Місто                   | Господарі         | Результат | Гості             | Турнір                                   | Голи | Примітки |
| --------- | ----------------------- | ----------------- | --------- | ----------------- | ---------------------------------------- | ---- | -------- |
| 25-3-2022 | Анталія                 | Замбія            | 3 – 1     | Республіка Конго  | товариський матч                         | 1    |          |
| 27-3-2022 | Анталія                 | Замбія            | 1 – 2     | Бенін             | товариський матч                         | -    | 72'      |
| 3-6-2022  | Ямусукро                | Кот-д'Івуар       | 3 – 1     | Замбія            | Відбір до Кубка африканських націй 2023  | -    |          |
| 7-6-2022  | Лусака                  | Замбія            | 2 – 1     | Коморські Острови | Відбір до Кубка африканських націй 2023  | -    |          |
| 23-9-2022 | Бамако                  | Малі              | 1 – 0     | Замбія            | товариський матч                         | -    |          |
| 26-9-2022 | Бамако                  | Малі              | 0 – 0     | Замбія            | товариський матч                         | -    |          |
| 23-3-2023 | Ндола                   | Замбія            | 3 – 1     | Лесото            | Відбір до Кубка африканських націй 2023  | -    |          |
| 26-3-2023 | Совето                  | Лесото            | 0 – 2     | Замбія            | Відбір до Кубка африканських націй 2023  | -    |          |
| 17-6-2023 | Ндола                   | Замбія            | 3 – 0     | Кот-д'Івуар       | Відбір до Кубка африканських націй 2023  | -    |          |
| 9-9-2023  | Мороні                  | Коморські Острови | 1 – 1     | Замбія            | Відбір до Кубка африканських націй 2023  | -    |          |
| 9-1-2024  | Джидда                  | Замбія            | 1 – 1     | Камерун           | товариський матч                         | -    | 46'      |
| 17-1-2024 | Сан-Педро (Кот-д'Івуар) | ДР Конго          | 1 – 1     | Замбія            | Кубок африканських націй 2023 - 1-й етап | -    |          |
| Усього    |                         | Матчів            | 12        |                   | Голів                                    | 1    |          |